# 草原

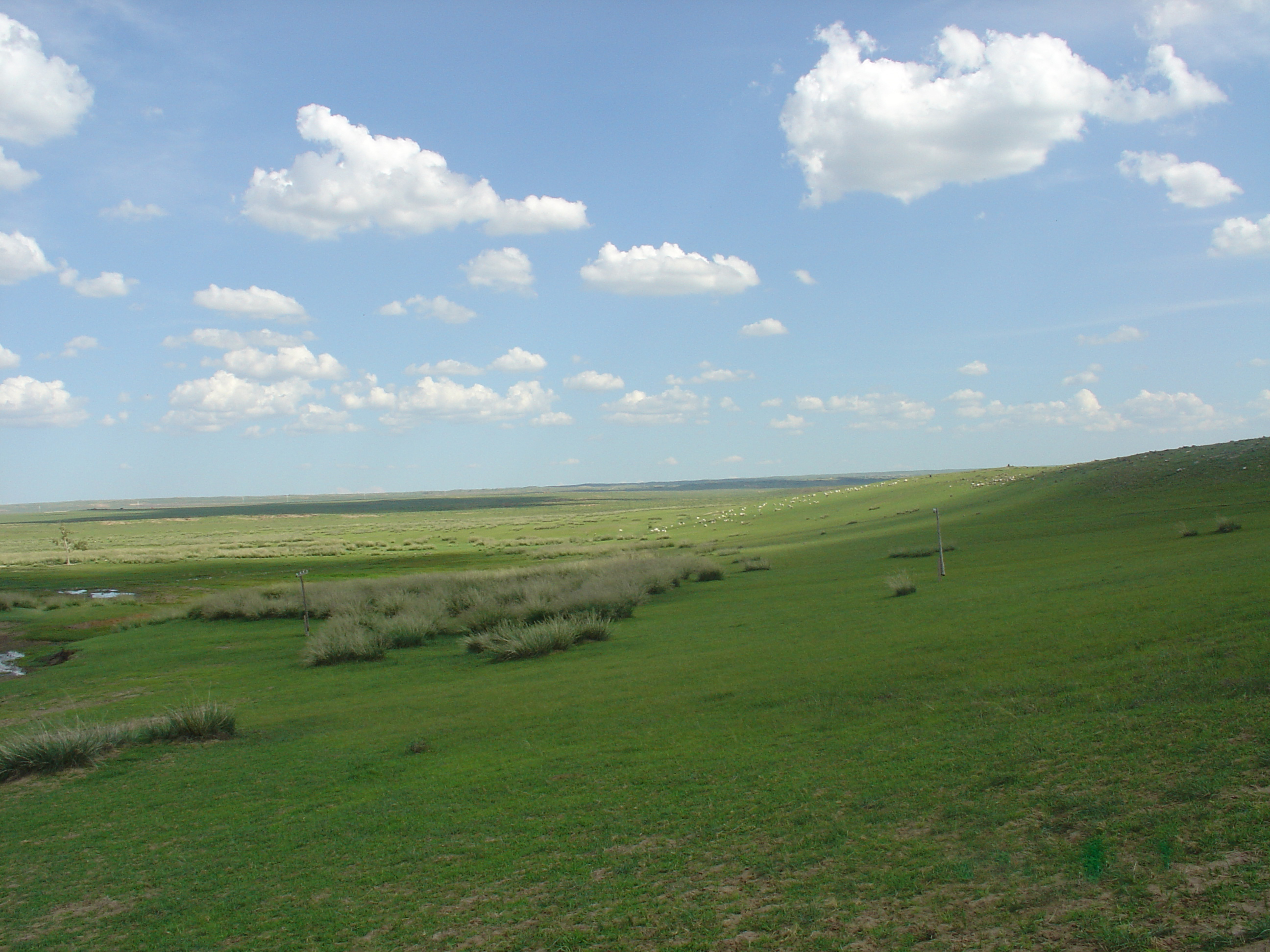
蒙古草原

草原（英語：steppe），也叫干草地，是以旱生草本植物占优势的一类草地生态系统，年降雨量一般为 35 毫米 ～ 550 毫米，草原有高等植物800多种，降雨量、植物种类都要比荒漠多许多。可為野生動物提供生存場所的地區。主要的草原分布于亚欧大陆北部及北美中西部。

## 分类
有典型草原（干草地）、荒漠草原（极干旱草地）、草甸草原（半干旱草地）、森林草原（较湿润）等多种类型，还有特殊的沙地疏林草原（较湿润但表层干旱）等特殊类群。
注意草甸草原不等同于草甸。另草原中可以有灌草丛，但草原并非主要由灌草丛构成的莽原。

## 简介
草原由大气、土壤、生物等共同作用形成。其中，大气温度、降水量占主导地位。
發生在歐亞大陸內部，位於溫帶沙漠區的外緣，如中國蒙新諸省、中亞。歐俄南部及美國西部山麓平原等地。此內陸地區年中主賴夏季海洋季風及熱力對流而降雨，歐俄烏克蘭及中亞草原雨量冬期較多，乃受地中海氣旋之賜。

## 生态

### 植物
- 基本为地面芽植物，尤其丛生禾草，是群落的建造者。
- 地下芽植物，如根茎禾草、苔草，在不少草原（轻质土壤）上占优势。
- 种子越冬的一年生植物，在地中海气候的草原地区，有一类短生植物，常在春季繁茂发育，如球茎早熟禾、二花郁金香等。
- 苔藓、地衣、藻类也是草原上常见类群，位于地表，只利用土面、土壤表层的水、养分。

### 演替
草原的发生可追溯到700万年前。从中新世到第四纪中期，喜马拉雅山、昆仑山、天山、阿尔泰山、青藏高原先后隆起，同时东部临海地区隆升许多山地，蒙古高原、黄土高原的形成。地形的抬升阻挡了北大西洋、印度洋湿气流东上，也减弱了太平洋湿气流的西进，使中国北部逐渐寒冷、干旱。中新世时期，中国干旱区大致为稀树草原，仅在部分山地形成了草原群落片段；中新世末，形成于山地的草原群落下降到平地，往东侵移。第四纪时期的冰期、间冰期交替，促进了南、北及山上、下植物的交流，逐渐奠定了现代草原的轮廓。

### 物质循环
- 氮循环：共生固氮菌，特别是豆科植物的根瘤菌，对氮的输入起重要作用。在适宜条件下，根瘤菌在人工草地上的年固氮量达100～300千克/公顷。多数天然草地上豆科植物较少，卢多维奇氏蒿、纤细仙人掌等植物也能与根瘤菌共生。氮素可通过动物移动，植物收割、挥发、淋溶等流出损失。人为取走大量动植物产品，可使氮循环失衡。须施氮肥、种植豆科牧草增加氮素输入。
- 氧循环：草原土壤中磷量，与气温密切联系。可利用的有机磷常超过无机磷。植物吸收的磷仅为一小部分。食草动物摄取的磷，约60％以上通过粪便排出，归还土壤。大部分磷在有机物残体中长期保存下来。分解者对磷的摄取近5倍于植物吸收量，有机磷的矿化量与磷的摄取量接近平衡。

## 世界各地的草原

### 中国草原
中国草原面积约31908万公顷，约占全国面积的33.6％，可利用22434万公顷，分布在中国西北部。从大兴安岭，经黄土高原北部、青藏高原东缘，至横断山脉划一斜线，线以西为草原区，以东为农耕区。主要类型有温带草原和高山高原草原两种。